# 미국의 도서 지역

미국의 도서 지역을 종류에 따라 색을 다르게 하여 표시한 지도.
50개 주 및 컬럼비아특별구.
통합 비법인 영토.
비통합 법인 영토.
코먼웰스 지위를 보유한 비통합 법인 영토.
비통합 비법인 영토.
자유연합협정.

미국의 법에 따르면, 도서 지역(insular area)은 미국의 법이 적용되는 지역 중 주나 컬럼비아특별구에 속하지 않는 지역을 가리키는 용어로, 여기에는 미국이 직접 통치하는 해외 영토 14개와 자유연합협정에 속하는 주권국 3개가 포함되며 스완 제도, 하와이, 푸에르토리코, 필리핀, 태평양 제도 신탁통치령 등 과거 미국의 통치를 받았던 지역을 가리킬 때 사용하기도 한다.
영토 중 3개는 카리브해, 11개 및 자유연합협정 3개국은 태평양에 있다. 콜롬비아와 분쟁 중인 영토 2곳도 카리브해에 있다.
미국 헌법 제4조 제3항 제2절에는 의회에 이러한 영토를 감독할 책임을 부여하고 있다. 도서 판례라고 부르는 여러 미국 연방 대법원 판례에 따라, 통합 영토는 미국 헌법이 적용되는 곳으로, 비통합 영토는 기본적인 보호만 적용되는 곳으로 구분하고 있다. 현재 유일한 통합 영토인 팔미라 환초에는 사람이 살지 않는다.
미국 의회가 기본법을 제정하면 해당 영토는 '법인 영토'가 된 것으로 본다. 민간인 거주자가 있는 영토 5곳 중 3곳은 헌법이 있으며, 5곳 모두 자체 입법부 및 행정부를 갖추고 있다. 5곳 중 4곳은 법인 영토이나, 아메리칸사모아는 법적으로 비법인 영토이며 따라서 미국 도서사무처의 직접적인 관리를 받는다.

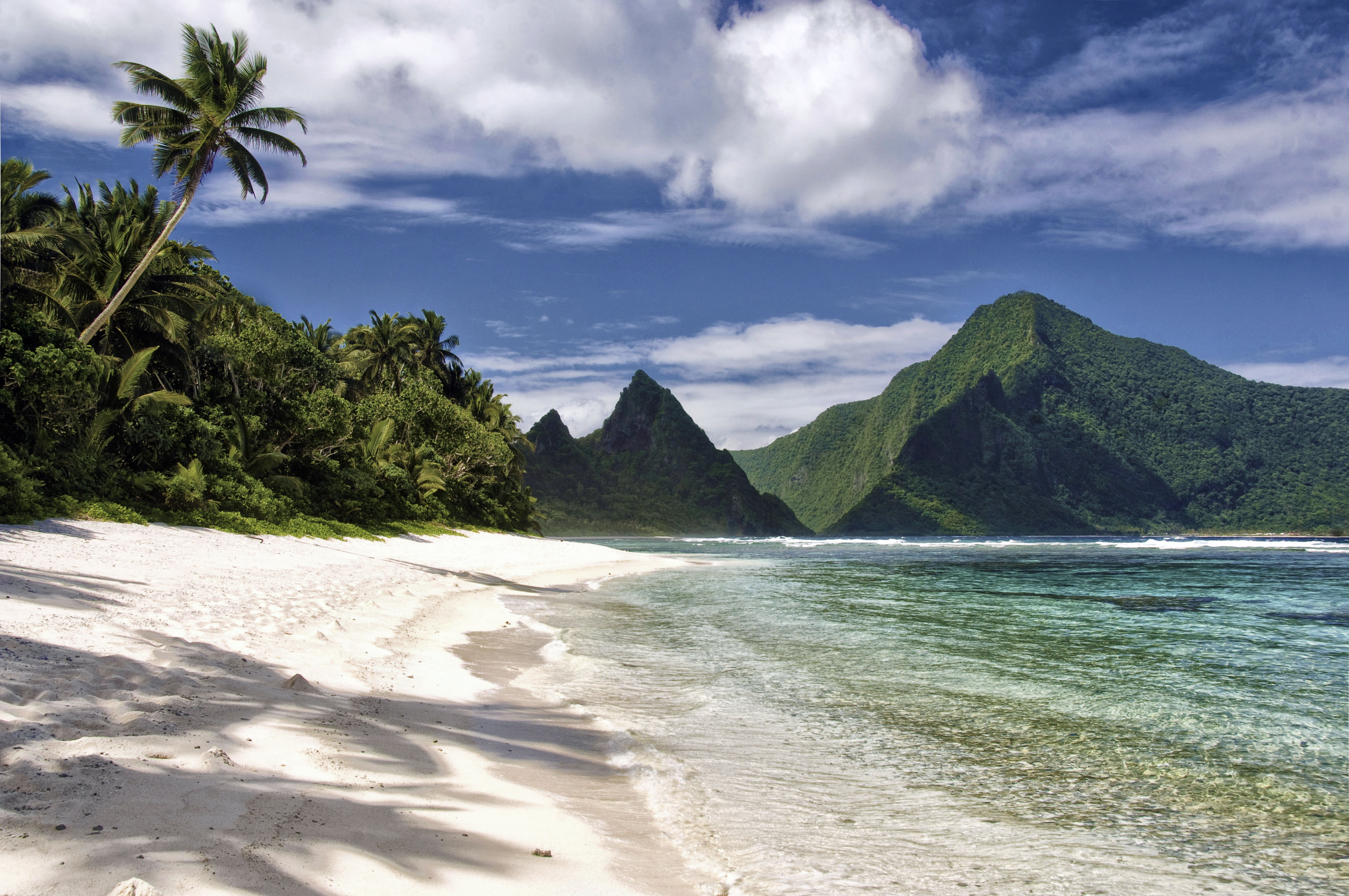
아메리칸사모아의 해안.

## 역사
미국이 최초로 점령한 도서 지역은 베이커섬, 하울랜드섬, 나배사섬(1857년)이었으며, 존스턴 환초와 자르비스섬(1858년)도 이듬해 점령하였다. 1898년 미국-스페인 전쟁 이후 미국이 획득한 영토 중 푸에르토리코와 괌은 현재까지 미국령으로 남아 있다. 같은 해 팔미라 환초가 하와이 공화국과 함께 합병되었다. 이듬해인 1899년 아메리칸사모아를 점령하였으며, 제1차 세계 대전 중인 1917년 덴마크가 덴마크령 서인도 제도를 미국에 매각하였다.
미국 해군은 1922년 킹먼 암초를 합병하였다. 1899년 스페인이 독일에 매각한 북마리아나 제도는 일본의 소유로 넘어갔다가 1945년 제2차 세계 대전 이후 미국에 할양되었다.
마셜 제도는 1979년 자치권을 획득하였으며, 1986년 미크로네시아와 함께 독립하였다. 팔라우는 1994년 독립하였다. 세 국가는 주권을 갖고 있으나 미국과 자유연합 관계를 맺고 있으며, 미국이 국방적 및 경제적 지원을 하고 있다.

### 연대표
1867년 8월 28일
USS 라카와나의 함장 윌리엄 레이놀즈가 공식적으로 미드웨이 환초를 미국으로 합병하였다.
1898년 8월 13일
같은 해 6월 12일 필리핀 제1공화국의 독립 선포 이후에도 스페인이 마닐라를 점령하고 있음을 이유로, 미국 해군 제독 조지 듀이와 미국 육군 장군 웨슬리 메리트가 마닐라를 점령하였다.
1899년 2월 4일
필리핀 제1공화국과 미국 필리핀 제도 군정 사이에 필리핀-미국 전쟁이 발발하였다.
1899년 4월 11일
파리 조약이 발효되며 스페인이 미국에 괌, 필리핀, 푸에르토리코를 할양하였다. 이 세 영토는 비통합 비법인 영토로 지정되었으며, 푸에르토리코의 이름은 발음을 영어식으로 해석한 포르토리코(영어: Porto Rico)로 변경되었다.
1900년 4월 12일
포에이커법이 발효되며 푸에르토리코가 비통합 법인 영토로 지정되었다.
1900년 6월 7일
삼국 조약에 따라 미국이 사모아 제도의 일부를 점령하였으며, 이에 따라 비통합 비법인 영토인 아메리칸사모아가 생겨났다.
1901년 4월 1일
필리핀 제1공화국의 대통령이자 필리핀-미국 전쟁에서 필리핀 측의 지도자였던 에밀리오 아기날도가 미국에 항복하며 필리핀에 민정 정부가 설치되었다.
1916년 4월 29일
필리핀의 독립을 약속하는 존스 법이 서명되었다.
1917년 3월 2일
존스-샤프로스법을 통해 푸에르토리코가 재법인화되었으며, 동시에 푸에르토리코의 모든 시민에게 미국 시민권을 부여하였다.
1917년 3월 31일
미국이 덴마크와 조약을 통해 덴마크령 서인도 제도를 구매하여 미국령 버진아일랜드로 개명하였다.
1932년 5월 17일
포르토리코의 이름이 다시 푸에르토리코(스페인어: Puerto Rico)로 변경되었다.
1934년 3월 24일
타이딩스-맥더피법의 서명에 따라 필리핀 자치령이 설립되었다.
1935년 11월 15일
마누엘 L. 케손이 공식적으로 필리핀 자치령의 대통령으로 취임하였다. 취임식에는 필리핀인 30만 명 가량이 참석하였다.
1941년 12월 8일
제2차 세계 대전 중 필리핀 자치령이 일본에게 점령되었으며, 필리핀계 미국인 민간인 110만 명 가량이 사망하였다.
1945년 2월 3일 ~ 3월 3일
더글러스 맥아더 장군을 중심으로 한 달 간 마닐라 전투가 진행되었으며, 전투 과정 중 마닐라 대학살이 벌어졌다. 이 과정에서 마닐라 민간인 10만 명 가량이 사망하였다.
1945년 8월
필리핀 전역이 마무리되었으며 미국이 필리핀 전체의 지배권을 재획득하였다.
1946년 7월 4일
미국이 공식적으로 필리핀 독립을 인정하였으며 필리핀 제3공화국이 설립되었다. 대통령으로는 마누엘 로하스가 취임하였다.
1947년 7월 14일
유엔이 태평양 제도 신탁통치령을 미국에 할당하였다. 현재의 마셜 제도, 캐롤라인 제도, 미크로네시아, 북마리아나 제도, 팔라우로 이루어져 있었으며, 공식적으로는 신탁통치령으로 미국의 영토는 아니었다.
1947년 8월 5일
미국 의회가 특권 및 면책적 보장조항의 해석을 법령으로 바꾸어 푸에르토리코까지 적용시켰으며, 푸에르토리코 내 미국인의 특권 및 면책적 보장을 푸에르토리코가 미국의 주인 것처럼 간주하고 적용하라는 내용이 담겼다.
1950년 7월 1일
괌 기본법이 발효되며 괌이 비통합 법인 영토가 되었다.
1952년 7월 25일
푸에르토리코 헌법 비준에 따라 미국의 코먼웰스가 되었다.
1954년 7월 22일
미국령 버진아일랜드 기본법이 발효되었으며, 이에 따라 비통합 법인 영토가 되었다.
1967년 7월 1일
아메리칸사모아의 헌법이 발효되었다. 이를 통해, 아메리칸사모아에서는 기본법이 제정된 적은 없으나, 법인 영토와 비슷한 구조를 가지게 되었다.
1967년 9월 12일
미국 의회가 미국 헌법 제3조의 해석을 법령으로 바꾸어, 미국 연방지방법원의 적용 범위를 푸에르토리코까지 확장하였다
1978년 1월 1일
북마리아나 제도가 태평양 제도 신탁통치령에서 탈퇴하여 미국의 코먼웰스가 되었으며, 이에 따라 비통합 법인 영토가 되었다.
1978년 1월 9일
1977년 3월 6일 통과되었던 북마리아나 제도 연방 헌법이 발효되었다.
1986년 10월 21일
유엔이 공식적으로 부여한 신탁통치 기간은 1990년 12월 22일까지였으나, 이 때 마셜 제도가 태평양 제도 신탁통치령으로부터 독립하였다. 독립 후에도 마셜 제도는 미국과 자유연합 지위를 유지하였다.
1986년 11월 3일
미크로네시아가 태평양 제도 신탁통치령으로부터 독립하였으며, 미국과 자유연합 지위를 유지하였다.
1990년 12월 22일
유엔이 팔라우를 제외한 태평양 제도 신탁통치령 전역에서 신탁통치령을 종료하였다.
1994년 5월 25일
유엔이 팔라우에서의 신탁통치령을 종료함으로서 팔라우가 실질적으로 독립하였다.
1994년 10월 1일
팔라우가 명목 상으로도 독립을 인정받았으나, 미국과 자유연합 지위를 유지하였다.
2012년 12월 11일
푸에르토리코 의회가 동일 결의안을 채택하였다. 내용은 2012년 11월 6일 열린 주민투표로 자유롭고 민주적으로 보인 바와 같이 현재의 과도적 영토 지위를 종료하고 미국에 주로서 받아들이라는 요청에 열심히 대응해 줄 것을 미국 대통령과 의회에 요청하는 것이었다.
2022년 12월 22일미국 하원이 푸에르토리코의 지위와 미국과의 관계를 해결하기 위한 푸에르토리코 지위법을 가결하였으며, 주민투표는 2023년 11월로 예정되었으나 상원에서 법안의 표결이 이루어지지 않았다.
2023년 4월 20일푸에르토리코 지위법이 미국 하원에 재상정되었으며 2025년 11월 경 주민투표에 부칠 것으로 예정되어 있다.

## 시민권
미국 의회의 결정에 따라 아메리칸사모아를 제외한 모든 유인 영토에서는 태어남과 동시에 미국 시민권을 얻으며, 미국 어디에 거주하더라도 거주지에서의 선거권과 피선거권을 가진다. 아메리칸사모아 주민은 태어남과 동시에 미국 국적(National)을 가지며, 시민권은 부모가 모두 미국 시민권자거나 주에 3개월 이상 거주한 후 귀화 과정을 거쳐 얻을 수 있다. 미국 국적자는 미국 내에서 자유롭게 살거나 직업을 가질 수 있으나, 아메리칸사모아 바깥에서는 선거권과 피선거권을 가지지 못한다.

## 세금
도서 지역 5곳에 거주하는 주민은 미국 연방 소득세를 납부하지 않으나, 관세, 물품세, 사회복지세 등 다른 연방 세금은 납부하여야 한다. 연방정부에 고용된 사람은 연방 소득세를 납부하여야 하며, 모든 주민은 고용세를 납부할 의무가 있다. 미국 국세청 문서 제570호에 따르면, 태평양에 있는 다른 도서 지역(하울랜드, 베이커, 자르비스, 존스턴, 미드웨이, 팔미라, 웨이크, 킹먼)에 거주하는 경우 미국 주민과 동등한 기준으로 과세된다.
푸에르토리코는 미국의 관세 영역 안에 있는 것으로 간주되나, 다른 도서 지역은 바깥으로 보아 관세를 적용받는다.

## 자유연합
미국 국무부에서는 도서 지역이라는 용어를 미국 주권 바깥에 있는, 미국과 자유연합협정을 맺은 독립국을 가리키는 것으로 확대하여 사용하기도 한다. 이 국가들은 미국이 전적으로 국방에 대한 책임을 지고, 각종 국내 사업에 미국이 함께 참여하나, 미국과는 법적으로 엄연히 다르며 주민은 미국 시민권자나 국적자가 아니다.

## 지위에 따른 현재 도서 지역

### 통합 법인 영토
없음.

### 통합 비법인 영토
무인도 1개
- 팔미라 환초: 대부분 연방정부와 자연보호협회에서 소유하고 있으며 미국 어류 및 야생동물관리국에서 관리 중.

### 비통합 법인 영토
유인도 4개

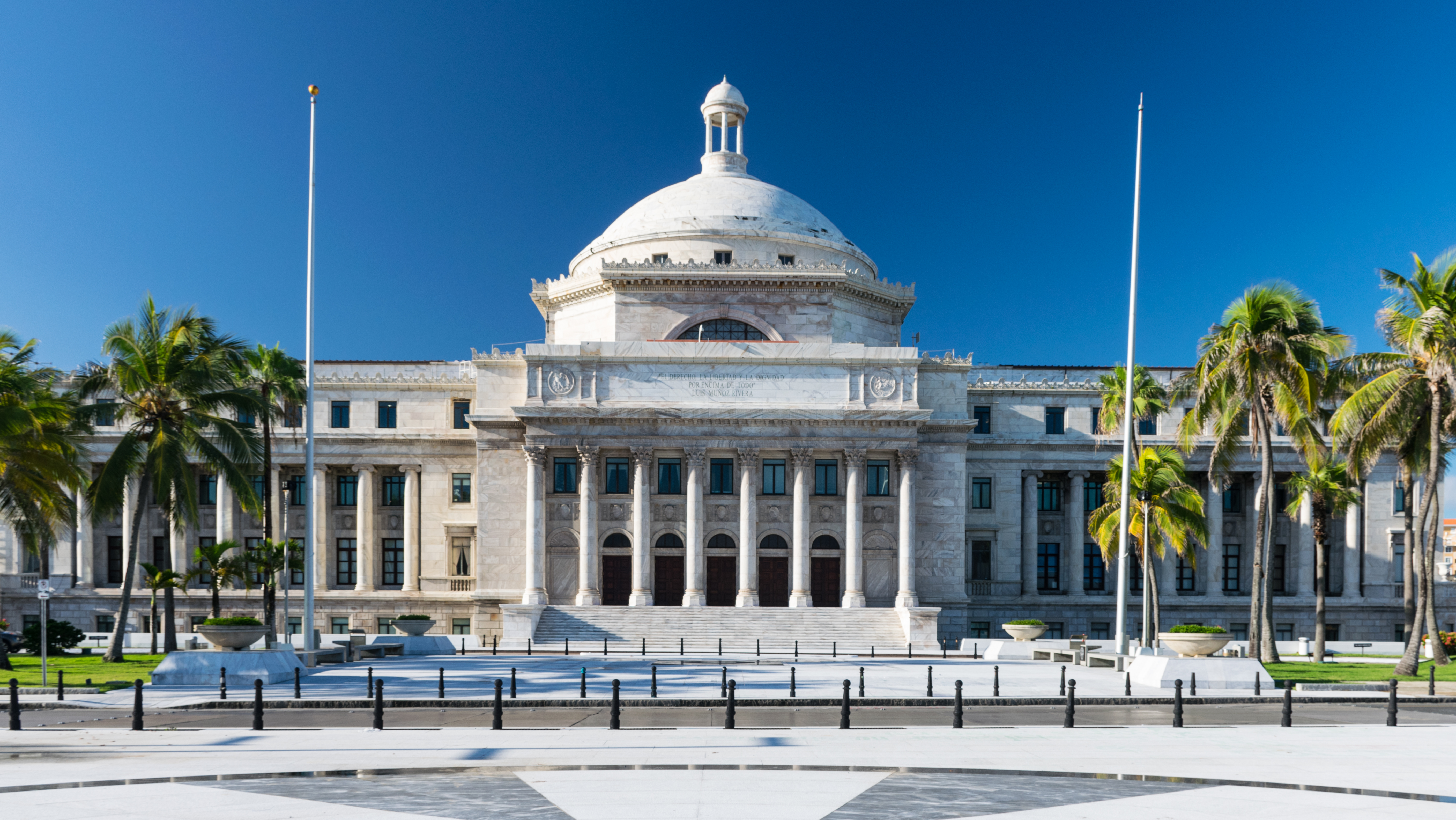
가장 큰 도서 지역인 푸에르토리코의 의사당.

- 괌: 1950년 괌 기본법에 따라 법인 영토화.
- 북마리아나 제도: 코먼웰스, 1975년 약정에 따라 법인 영토화.
- 푸에르토리코: 코먼웰스, 1900년 포에이커법에 따라 법인 영토화.
- 미국령 버진아일랜드: 1954년 버진아일랜드 개정기본법에 따라 법인 영토화.

### 비통합 비법인 영토
유인도 1개

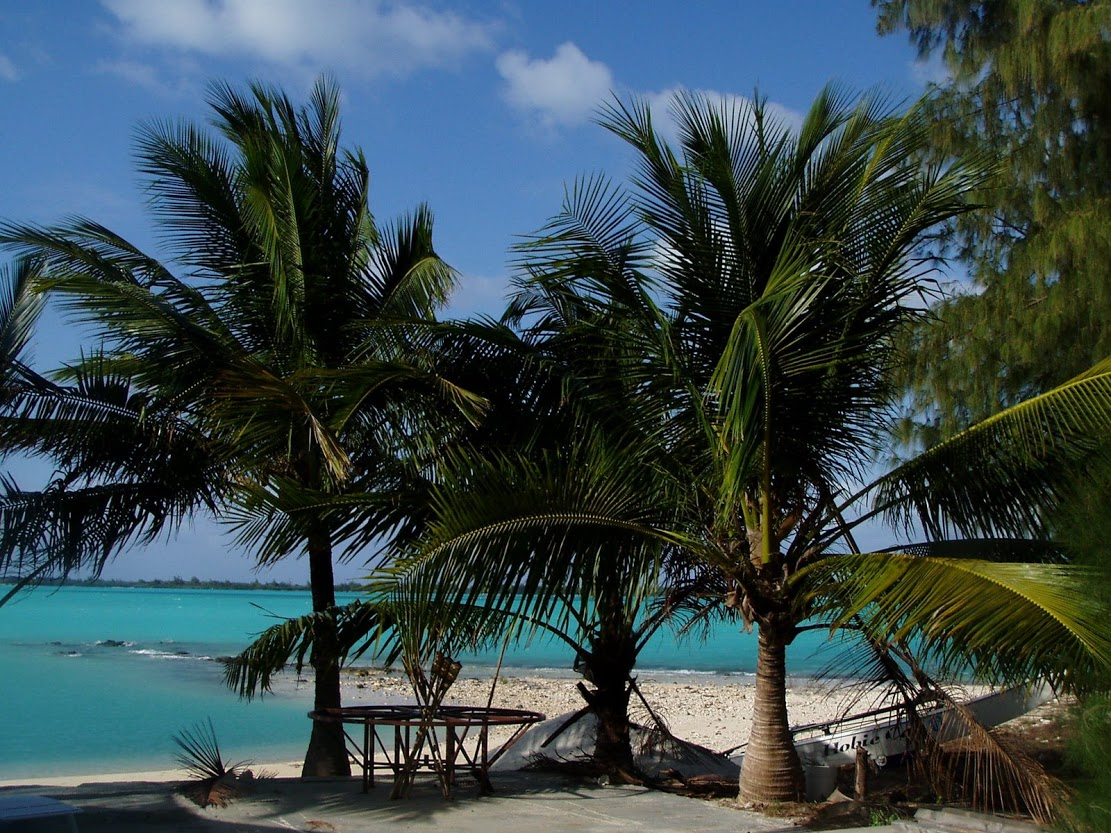
웨이크섬의 석호.

- 아메리칸사모아: 공식적으로는 비법인 영토로서 미국 도서사무처의 관리를 받으나 실질적으로 자치 중.

무인도 6개
- 베이커섬: 국립 야생동물 보호지역으로서 관리.
- 하울랜드섬: 국립 야생동물 보호지역으로서 관리.
- 자르비스섬: 국립 야생동물 보호지역으로서 관리.
- 존스턴 환초: 국립 야생동물 보호지역으로서 관리.
- 킹먼 암초: 국립 야생동물 보호지역으로서 관리.
- 미드웨이 환초: 국립 야생동물 보호지역으로서 관리.

영유권 분쟁 중인 무인도 2개
- 나배사섬: 국립 야생동물 보호지역으로서 관리, 아이티의 영유권 주장.
- 웨이크섬: 미국 공군의 관리, 마셜 제도의 영유권 주장.

### 영유권 주장 영토
무인도 2개
- 바호누에보 환초: 콜롬비아의 실효 지배, 콜롬비아의 영유권 주장.
- 세라니야 환초: 콜롬비아의 실효 지배, 콜롬비아와 온두라스의 영유권 주장.

### 자유연합협정
과거 미국의 신탁통치령에 속하였던 주권국 3곳은 현재 미국과 자유연합 상태에 있다. 미국은 이 세 국가에게 국방, 재정, 사회복지를 제공하고 있다.
- 마셜 제도
- 미크로네시아
- 팔라우

세 국가는 태평양 제도 신탁통치령에서 독립한 이후 미국의 통치 하에 있지 않으며, 따라서 미국의 일부로 보지는 않는다.

## 과거의 도서 지역
- 태평양 제도 신탁통치령: 미국의 신탁통치령으로, 마셜 제도, 미크로네시아, 팔라우, 북마리아나 제도 코먼웰스 포함.
- 필리핀: 군사 정부 (1899 ~ 1902), 도서 정부 (1902 ~ 1935), 자치 정부 (1935 ~ 1942, 1945 ~ 1946) (일본의 점령 (1942 ~ 1945), 속국 (1943 ~ 1945)), 1946년 7월 4일 마닐라 조약을 통해 독립.
- 푸에르토리코: 군사 정부 (1899 ~ 1900), 도서 정부 (1900 ~ 1952), 1952년 7월 25일 코먼웰스 지위 획득.[1]
- 괌: 해군 정부 (1899 ~ 1941, 1944 ~ 1950) (일본의 점령 (1941 ~ 1944)), 1950년 괌 기본법에 따라 법인 영토 지위 획득.
- 하와이: 공화국 정부 (1898 ~ 1900), 준주 (1900 ~ 1959), 1959년 8월 21일 기본법 통과로 주의 지위 획득.[27][28]
- 스완 제도 (1863 ~ 1972): 구아노 제도법을 근거로 영유권을 주장하였으나 1972년 온두라스에 할양.[29]
- 롱카도르, 세라나, 키타 수에뇨: 구아노 제도법을 근거로 영유권을 주장하였으나 콜롬비아에 할양.
- 가드너, 매킨, 맨라, 몰덴, 라와키, 버니, 보스토크, 스타벅, 엔더버리, 오로나, 캐롤라인, 캔턴, 키리티마티, 플린트: 구아노 제도법을 근거로 영유권을 주장하였으나 키리바시에 할양.
- 누쿠페타우, 누쿨라엘라에, 니울라키타, 푸나푸티: 구아노 제도법을 근거로 영유권을 주장하였으나 투발루에 할양.
- 라카한가, 마니히키, 펜린, 푸카푸카: 구아노 제도법을 근거로 영유권을 주장하였으나 쿡 제도에 할양.
- 누쿠노누, 아타푸, 파카오푸: 구아노 제도법을 근거로 영유권을 주장하였으나 토켈라우에 할양.

## 같이 보기
- 속령
- 관타나모만 해군기지
- 도서 판례
- 보호령
- 미국의 영토 변천